# Baumber
Baumber – wieś w Anglii, w hrabstwie Lincolnshire, w dystrykcie East Lindsey. Leży 25 km na wschód od Lincoln i 194 km na północ od Londynu.